# Roman Nowobilski
Roman Nowobilski (ur. 18 lutego 1966 w Suchej Beskidzkiej) – polski rehabilitant-naukowiec, fizjoterapeuta, wykładowca Uniwersytetu Jagiellońskiego.

## Działalność naukowa
W 1992 uzyskał tytuł magistra rehabilitacji na Akademii Wychowania Fizycznego w Krakowie. W 1999 doktoryzował się tamże na podstawi napisanej pod kierunkiem Janusza Zdebskiego rozprawy Wpływ zróżnicowanych metod rehabilitacji na poziom lęku u chorych na astmę oskrzelową. W 2008 także na AWF w Krakowie habilitował się dyscyplinie nauk o kulturze fizycznej, specjalność rehabilitacja ruchowa, fizjoterapia, przedstawiwszy dzieło Ocena związku wybranych uwarunkowań psychospołecznych z nasileniem duszności u dorosłych chorych na astmę. Tytuł profesora nauk nauk medycznych i nauk o zdrowiu w dyscyplinie nauki o zdrowiu otrzymał w 2017.
Od 1994 związany z II Katedrą Chorób Wewnętrznych Collegium Medicum Uniwersytetu Jagiellońskiego. Kierownik Pracowni Rehabilitacji na Wydziale Lekarskim Akademii Medycznej, potem kierownik Zakładu Rehabilitacji w Chorobach Wewnętrznych Uniwersytet Jagielloński Collegium Medicum Wydział Nauk o Zdrowiu, Instytut Fizjoterapii. Pełnił funkcję prodziekana ds. studenckich na Wydziale Nauk o Zdrowiu Collegium Medicum Uniwersytetu Jagiellońskiego. 
W latach 1992–2011 pracował w Zakładzie Rehabilitacji w Chorobach Wewnętrznych w Katedrze Rehabilitacji Klinicznej Wydziału Rehabilitacji Ruchowej AWF w Krakowie na stanowisku kierownika Zakładu (od 2008) i profesora nadzwyczajnego (2009). 
Narodowy konsultant przy European Respiratory Society (ERS) w programie: Harmonised Education in Respiratory Medicine for European Specialists [HERMES].
Członek zespołu realizującego badania w Artificial Limb Centre (CRA – Centre de Reeducation et d’Appareillage), Institut Robert Merle d’Aubigne, Valenton, France: „Phantom phenomena and body scheme after limb amputation”. Zastępca przewodniczącego Komisji ds. Rehabilitacji Pocovidowej – Urząd Marszałkowski w Krakowie. 
Współpracownik Redakcji „Medycyna Praktyczna” Recenzent w czasopismach krajowych i międzynarodowych (m.in. Sztuka Leczenia, Journal of Asthma). Jest autorem lub współautorem publikacji naukowych w czasopismach znajdujących się w bazie Journal Citation Report (m.in.: Journal of Asthma, Journal of Cardiology, Thorax, Thrombosis Haemosthasis, Psychiatria Polska). Współautor m.in.: „Interny Szczeklika”. 
Wśród wypromowanych przez niego doktorów znalazła się Agnieszka Śliwka.
Członek: Zespołu tematycznego do spraw Nauki Krajowej Rady Fizjoterapeutów (2023). Członek: Interdyscyplinarnej Rady Ekspertów Krajowej Rady Fizjoterapeutów (2023), European Respiratory Society, European Academy of Allergy and Clinical Immunology, Towarzystwa Internistów Polskich, Polskiego Towarzystwa Rehabilitacji i Polskiego Towarzystwa Fizjoterapii.
Główne zainteresowania zawodowe i kierunki badawcze: Patofizjologiczne uwarunkowania chorób układu oddechowego, chorób układu krążenia i chorób naczyń na podłożu miażdżycowym. Chromanie przestankowe: modele treningowe. Rehabilitacja pulmonologiczna i kardiologiczna. Badania jakości życia. Wrażenia fantomowe u chorych po amputacjach.
Autor dwóch szkiców literackich: Obecność. Wspomnienia o Czesławie Miłoszu oraz Pamuk, Herbert i Lipska czytani w Stambule – wspomnienie o Profesorze Szczekliku.

## Życie prywatne
Od 2023 żonaty z Agnieszką Nowobilską.
Prowadzi własny kanał na YT.